# Miroslav Filipović

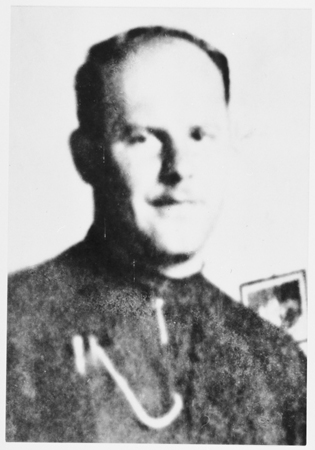
Miroslav Filipović

Miroslav Filipović (Ordensname von Juni 1932 bis Juli 1942: Tomislav; Pseudonym ab Juni 1942: Miroslav Majstorović; * 5. Juni 1915 in Jajce, Österreich-Ungarn; † 29. Juni 1946 in Zagreb, Jugoslawien) war ein Ordenspriester der Franziskaner (OFM), späterer Kriegsverbrecher und Kollaborateur mit dem nationalsozialistischen Deutschland. Während des Zweiten Weltkrieges beteiligte er sich als Militärgeistlicher am Völkermord an den Serben im Unabhängigen Staat Kroatien. Nach seinem Ausschluss aus dem Franziskanerorden war er vorübergehend Kommandant des KZ Jasenovac und des KZ Stara Gradiška. Nach dem Kriegsende wurde Filipović wegen Kriegsverbrechen angeklagt und gehängt.

## Leben
Filipović wurde am 5. Juni 1915 als Sohn von Ante und Marica Filipović (geborene Radulović) in Jajce geboren. Er schloss das Franziskaner-Gymnasium in Visoko ab und begann im Juni 1932 in Livno sein Noviziat in der Bosnischen Provinz des Franziskanerordens. Bei seiner Einkleidung nahm er den Ordensnamen Tomislav an. 1933 legte er das Ordensgelübde ab und begann sein Philosophie- und Theologiestudium in Sarajevo. 1939 erhielt er die Priesterweihe und beendete sein Studium in Kraljeva Sutjeska. Mitte 1940 ging er als Priester in das Franziskaner-Kloster von Petrićevac, einem Stadtteil von Banja Luka.
Nach dem Balkanfeldzug der deutschen Wehrmacht wurde im April 1941 der „Unabhängige Staat Kroatien“ errichtet, ein Vasallenstaat des nationalsozialistischen Deutschlands. Im Januar 1942 trat Filipović der Ustascha bei. Er betätigte sich bis Juni 1942 in Banja Luka als Militärgeistlicher des 2. Poglavnik-Leibwache-Bataillons (Poglavnikova tjelesna bojna – PTB), einer Ustascha-Elitetruppe, am Völkermord an den Serben im Unabhängigen Staat Kroatien. Nachdem diese Einheit drei serbische Ortschaften überfallen und dabei ca. 2.730 Serben ermordet hatte, allein über 2.300 Serben (darunter Frauen und Kinder) beim Massaker von Banja Luka, wurde Filipović am 28. April 1942, nach einer vorläufigen Suspendierung, aus dem Franziskanerorden ausgeschlossen. Aufgrund des Massakers wurde er von einem deutschen Kriegsgericht wegen „übertriebener Verbrechen, die den Aufstand auslösten“ angeklagt. Der Ustascha-Kontrolldienst ordnete am 1. März 1942 die Verhaftung Filipovićs an. Er wurde als vorrangiger Anstifter der Massaker beschuldigt und verbrachte 105 Tage im Gefängnis. Vjekoslav Luburić erreichte seine Freilassung und ernannte ihn im Juni 1942 unter dem Pseudonym Miroslav Majstorović zum Kommandanten des KZ Jasenovac, wo er bis Oktober 1942 blieb. Als Kommandant war er, auch nach eigener Aussage, für den Tod von bis zu 40.000 Menschen verantwortlich. Er gestand, über 100 Personen persönlich umgebracht zu haben. Am 22. Oktober 1942 übernahm er die Kontrolle über das KZ Stara Gradiška. In beiden Lagern ermordete er nach Aussagen von Überlebenden Gefangene – Männer, Frauen wie auch Kinder – auf sadistische und brutale Weise durch Hämmer, Messer oder Schusswaffen. Nach dem Krieg wurde Filipović von den Behörden des kommunistischen Jugoslawien in Zagreb angeklagt „in Bosnien an verschiedenen sogenannten Säuberungen teilgenommen“ zu haben. Am 29. Juni 1946 wurde er zum Tode durch Hängen verurteilt.